# 天涯何处觅知音
《天涯何处觅知音》（英語：Splendor in the Grass）是一部美國導演伊利亚·卡赞執導的電影，由娜塔莉·伍德和華倫·比提主演，於1961年上映，该片为娜塔莉·伍德获得了第一次奥斯卡最佳女主角提名，并获得了400万美元的票房。

## 劇情
1928年，在堪萨斯州的威尔玛·迪妮·鲁姆斯(娜塔莉·伍德饰)是一个十几岁的女孩，她听从母亲的建议，拒绝和男友巴德·斯坦普(沃伦·比蒂饰)发生性关系。作为回报，巴德不情愿地听从了父亲艾斯(帕特·辛格尔饰)的建议。艾斯建议他找另一种女孩来满足他的欲望。
巴德的父母为他的姐姐金妮(芭芭拉·洛登饰)感到羞耻。金妮是一个轻浮的派对女孩，性乱，抽烟，喝酒，最近刚从芝加哥回来。然而，镇上流传的谣言称，真正的原因是她流产了。由于对女儿的失望，巴德的父母把所有希望都寄托在巴德身上，迫使他上耶鲁大学。对巴德来说，这种情绪压力太大了。巴德身体出现了问题，差点死于肺炎。
巴德认识高中的一个女孩胡安妮塔(詹·诺里斯饰)，她愿意和巴德发生性关系，巴德和她保持着联系。不久之后，由于巴德结束了他们的关系，迪妮沮丧不已，她模仿巴德的妹妹金妮。在一次聚会上，她和另一个高中男孩图茨·塔特尔(加里·洛克伍德饰)一起参加，迪妮和巴德一起出去玩。当她被巴德拒绝的时候，巴德很震惊，因为他一直认为她是一个“好姑娘”，她转身回到图茨身边，图茨把她送到一个私人的地方，旁边有一个池塘，小溪流入瀑布。在那里的时候，迪妮意识到她不能进行性交，这时她几乎被强奸了。她从图茨身边逃了出来，几乎被逼疯了，她试图在池塘里跳下去自杀，在跃过瀑布前获救。她的父母卖掉他们的股票来支付她的住院费用，这实际上是因祸得福，因为他们在导致大萧条的1929年经济崩溃之前就赚了钱。
当迪妮还在医院的时候，她遇到了另一个病人约翰尼·马斯特森 (查尔斯·罗宾逊饰演)，他的父母想让他成为一名外科医生，而他的父母对他有愤怒的问题。这两个病人结成了朋友。与此同时，巴德被送进了耶鲁大学，在那里他几乎所有的科目都不及格。在学校的时候，他遇到了安吉丽娜(左拉·兰波特饰)，她是意大利移民的女儿，在纽黑文开了一家当地餐馆。1929年10月，巴德的父亲前往纽黑文，试图说服院长不要开除巴德;巴德告诉院长他只想拥有一座农场。当艾斯在纽黑文的时候，股票市场崩溃了，他失去了一切。他带巴德去纽约度周末，包括去一家夜总会，之后他自杀了。巴德必须辨认尸体。
两年零六个月后，迪妮“几乎每天”从收容所返回家中。艾丝的遗孀和亲戚住在一起，巴德的妹妹死于车祸。迪妮的母亲想要保护她免受潜在的痛苦，不让她遇到巴德，所以假装不知道他在哪里。当迪妮高中时的朋友们过来时，她的妈妈让他们同意假装不知道巴德的下落。然而，迪妮的父亲拒绝溺爱他的女儿，告诉她巴德已经开始经营牧场，住在老农场里。她的朋友开车送迪妮去一所旧农舍见巴德。他现在和安吉丽娜结婚了，穿着普通的衣服，他们有一个婴儿的儿子叫小巴德，安吉丽娜正在期待着另一个孩子。迪妮让巴德知道她要嫁给约翰，约翰现在是辛辛那提的一名医生。在他们短暂的重聚中，迪妮和巴德意识到他们必须接受生活给他们带来的一切。巴德说:“有什么意义?你必须承担后果。”他们都说他们“不再怎么考虑幸福了”
当迪妮和她的朋友们离开的时候，巴德似乎只是对他的人生方向感到部分满意。在其他人走后，他安慰了安吉丽娜，她意识到迪妮曾经是巴德生命中的挚爱。迪妮开车走了，她的朋友问她是否还爱着巴德。她没有回答她的朋友们，但可以听到迪妮的声音在背诵华兹华斯的《永生的暗示》中的四句话「虽然没有什么能让我们恢复草地上的辉煌，花上的辉煌/我们不会悲伤;而是在身后找到力量。」
随着音乐的播放，最后的场景逐渐消失，但是结尾的文字并没有出现。

## 外部連結
- 互联网电影数据库（IMDb）上《Splendor in the Grass》的资料（英文）
- 豆瓣电影上《天涯何处觅知音》的資料 （简体中文）
- 时光网上《天涯何处觅知音》的資料（简体中文）